# 東京市
- 關於東京市的上級地方行政區，請見「東京府」。
- 關於東京市的後繼地方行政區，請見「東京都」。
- 關於「東京」一詞的其他涵義，請見「東京 (消歧義)」。

東京市（日语：／〔〕 Tōkyō shi */?）是大日本帝国東京府東部的一個市。1889年5月1日，東京市依據《市制》成立，並隨即成為東京府府治。東京市的範圍在後來不斷擴大，並在1932年併入了共82個町村。東京市的轄區範圍在1936年再併入2個村後，即相當於現今的東京都區部（東京23區）。第二次世界大戰期間，日本政府對經濟活動和地方自治的管制加劇，並決定在東京實行都制，因此東京市與其所屬的東京府在1943年在《東京都制》下被廢除，同時在東京府的基礎上設置東京都。

## 象徵
東京市徽啟用於1889年，其外觀意為太陽發出六道光芒，象徵東京是日本的中心，並祈求東京的發展。東京都在1943年取代東京府之後，繼承使用了東京市徽，而非東京府徽。1889年5月1日，東京市依據《市制》成立。由於東京市在1898年10月1日根據《市制中追加法律》與京都市、大阪市兩市一同失去原《市制》所賦予的特例制度，並重新改制為實行一般制度的市，每年的10月1日被認定為東京市的“成立日”，而在東京都成立後，每年的10月1日也隨之成為東京都民之日。1926年，東京市制定《東京市歌》，由山田耕筰作曲、高田耕甫作詞，於1947年《東京都歌》制定後廢止。

## 歷史

### 19世紀

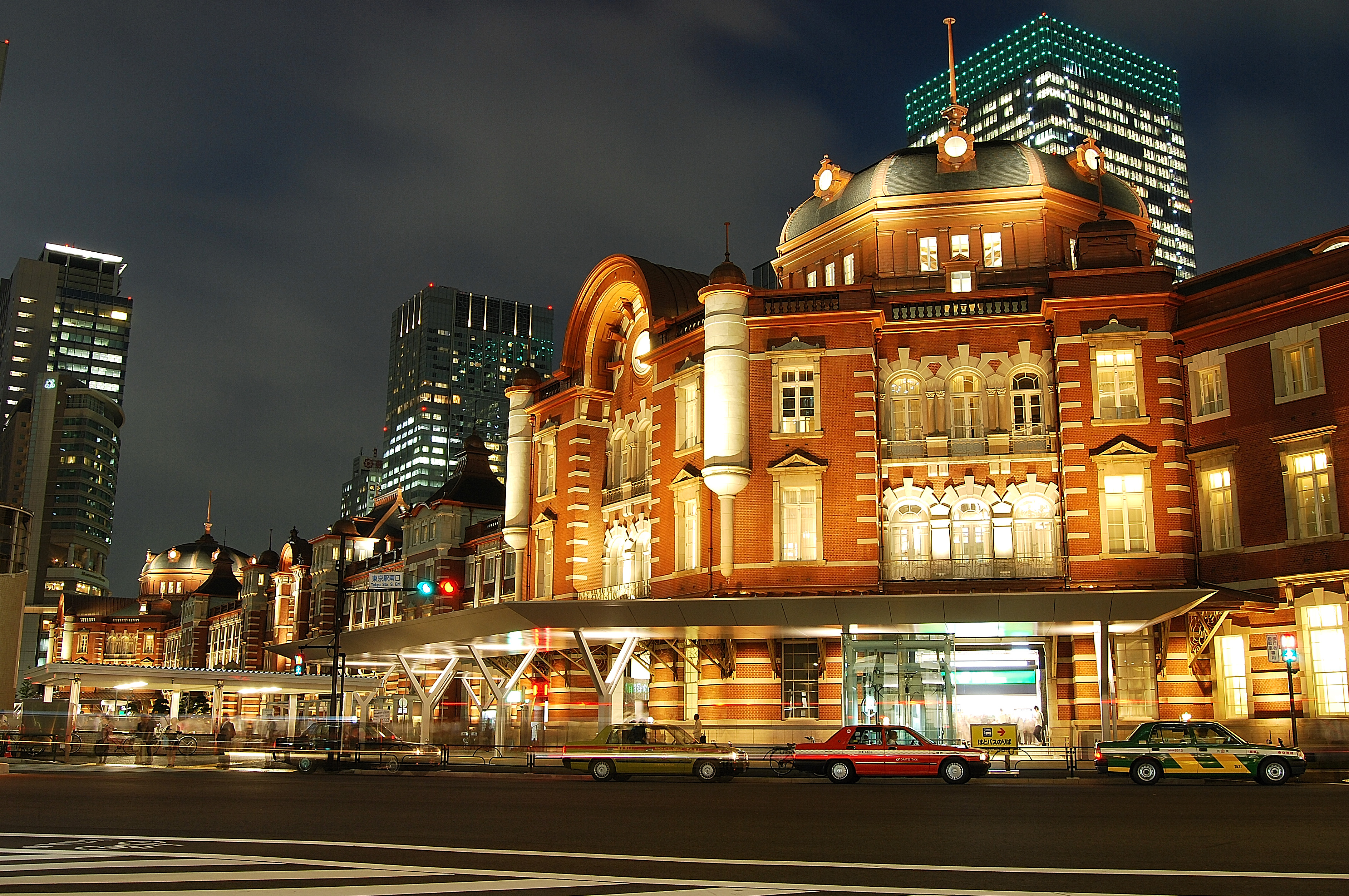
由辰野金吾設計，在日俄戰爭後竣工的東京站

1868年，日本明治政府宣布將江戶改名為東京，江戶城改作為皇居使用，實質遷都東京:308。1868年9月3日，東京府正式成立:307。東京府最初的管轄地區僅相當於江戶的町人地，而佔江戶面積約60%的武家地在當時幾乎是荒廢狀態:313。對此新政府在決定將武家屋敷開墾為桑田或茶田以換取外匯（但這些農田大多因收成欠佳而在後來改為農場）:62，並將部分規模較大的屋敷改建為政府辦公場所或軍用地。現在的赤坂離宮、新宿御苑、明治神宫等大規模綠地也曾是武家屋敷:313-314。1871年廢藩置縣後，日本政府設立了新的東京府。在經過數次合併後。1873年時的東京府轄區範圍基本接近現東京都區部的範圍。
1868年東京開市後，明治政府曾在築地設置外國人居留地，但並未有太多外國人入住這裡:314。同年明治政府開始著手在銀座地區修建西洋風格的煉瓦建築街區，象徵文明開化:314-315。這也意味著東京市容近代化及日本產業革命的開始。1877年，明治政府在上野公園舉辦第一屆內國勸業博覽會，展示當時最新的產業技術，吸引45萬人參觀:315-316。同時各政府部門在武家屋敷土地上開始設立官營工場及研究所（如海軍省的石川島造船所），令東京開始工業化進程:316。1888年，東京府公佈了《東京市區改正條例》，開始進行市區改正，以巴黎改造為仿效對象，對東京市容進行全面改造。其重點內容包括設立公園、擴寬道路、改善上水道、鋪設路面電車。但由於預算限制，實際達成的市區改正內容比計劃要少得多:86-87。
1878年，日本政府頒布了《郡區町村編制法》、《府縣會規則》、《地方稅規則》三部法律，合稱「地方三新法」。東京府因此進行政區調整，將府稅納稅額較多的地區設「區」，而農村地區設「郡」，共設有15區6郡。日本在1888年實施市制後，東京市在翌年5月1日成立，其範圍相當於東京府的15區。1898年10月1日，東京市根據《市制中追加法律》與京都市、大阪市兩市一同失去原《市制》所賦予的特例制度，並重新改制為實行一般制度的市。

### 20世紀

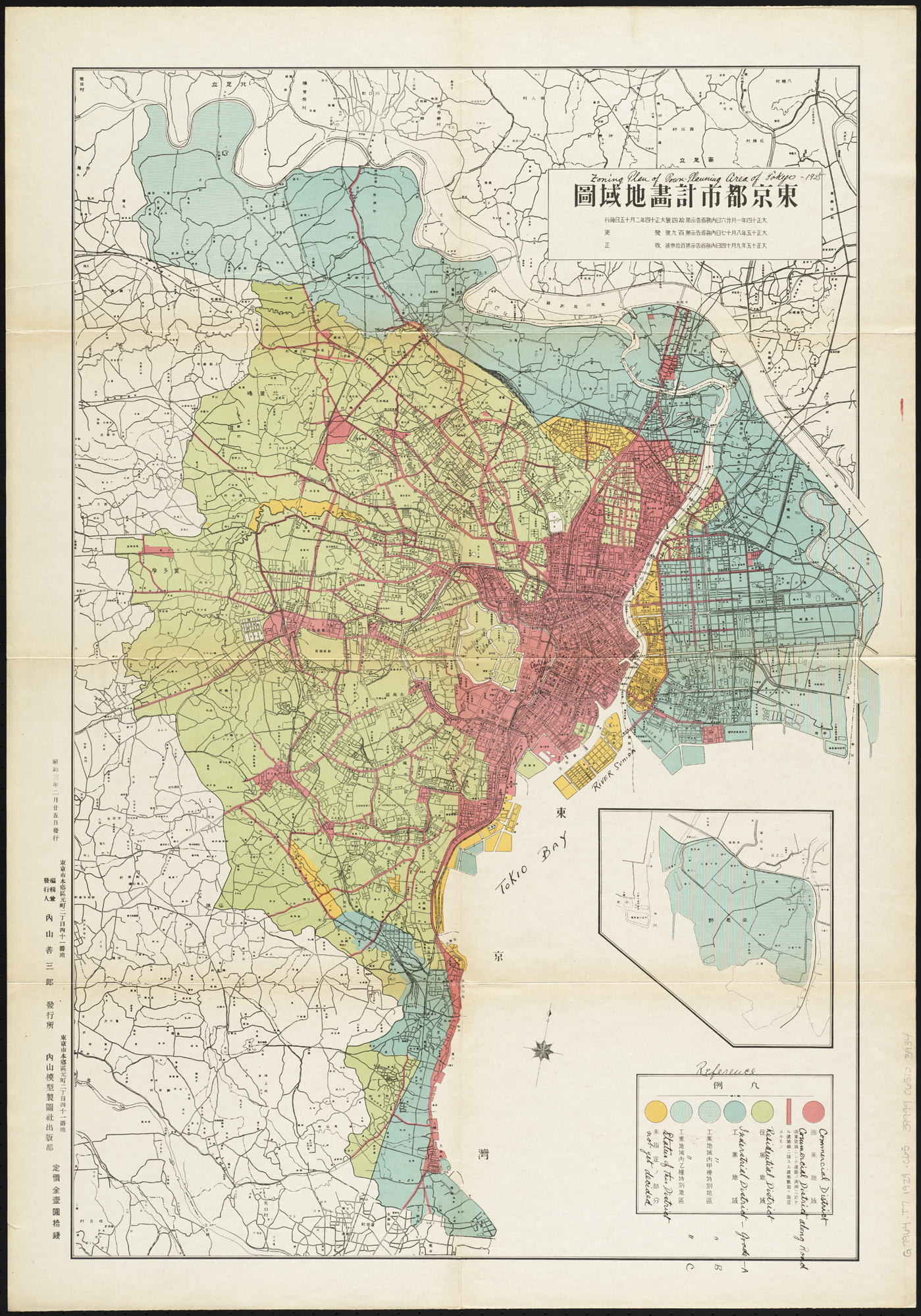
1925年東京都市計劃地圖

東京的都市規模在二戰前不斷擴大，與此同時頻發的交通事故、大火等都市問題也逐漸凸顯。1923年9月1日，相模灣海底發生關東大地震，導致東京府內有約10萬人死亡或失踪，住宅密集的下町地區的燒毀率達44%，城市機能陷入癱瘓:328。震後翌日，前東京市長後藤新平就任內務大臣，並設立帝都復興院。他提出了耗資11億日元的《東京復興計劃》（實際因預算限制而減少至6億日元），在東京導入土地區劃整理等現代都市計劃手法，對東京進行全面的都市改造:329-330。關東大地震也成為東京人口郊外化的契機。大量災民在震後搬遷至郊外居住。在1920年至1925年，和東京市人口減少相對，與東京市接壤的六郡在五年內人口幾乎翻番。而連接東京市中心和郊外的鐵路網也因此得到快速發展:330。這也帶動連接都心和郊外的交通節點新宿、澀谷兩地的發展:13。
在東京市區範圍擴大的同時，市中心和郊外由不同行政區管轄的弊端也逐漸凸顯。1932年，東京市合併了接壤5郡的82個町村，轄區範圍大幅擴大。這時的東京市管轄有35區，人口超過580萬人，成為當時世界僅次於纽约的人口第二多城市:330。1936年，北多摩郡砧村、千歲村劃入世田谷區。至此東京市的轄區範圍和現在東京都區部的範圍相同。在1930年代，東京市先後完成了羽田飛行場（今東京國際機場）、築地中央批發市場等大型工程，都市機能得到提升:332。
東京市亦曾為1940年夏季奥林匹克运动会的預定舉辦地點。由於1940年是皇纪2600年（神武天皇登基2600周年紀念），而東京市方面也意欲通過舉辦奥运会向外界展現日本已在關東大震災下恢復過來，东京市遂於1932年正式向国际奥林匹克委员会申辦1940年的夏季奧運會，当时其他申办同屆夏季奧運會的城市包括意大利罗马與芬兰赫尔辛基。後來，东京市與赫尔辛基成功进入预选，而东京市又以37票对26票擊敗赫尔辛基，成功申辦1940年的夏季奥运会。然而，大日本體育協會（日本當時的國家奧林匹克委員會）在1938年7月因日本對華戰事持續而表示無法舉辦奧運會，並正式放棄夏季奧運會與預定於北海道札幌市舉辦的1940年冬季奥林匹克运动会的主辦權。
經過1932年的市轄區範圍大幅擴張後，東京市的人口和負擔的府稅額均佔東京都的九成以上，導致東京府和東京市之間的關係出現顯著變化，兩者權責分擔不明確之處眾多，引發二重行政的問題:331。太平洋戰爭爆發後，日本政府對經濟活動和地方自治的管制加劇。1943年6月，日本政府公佈了《東京都制》，並於同年7月1日實施。該制度廢除了東京府和東京市，設立了東京都。

## 人口

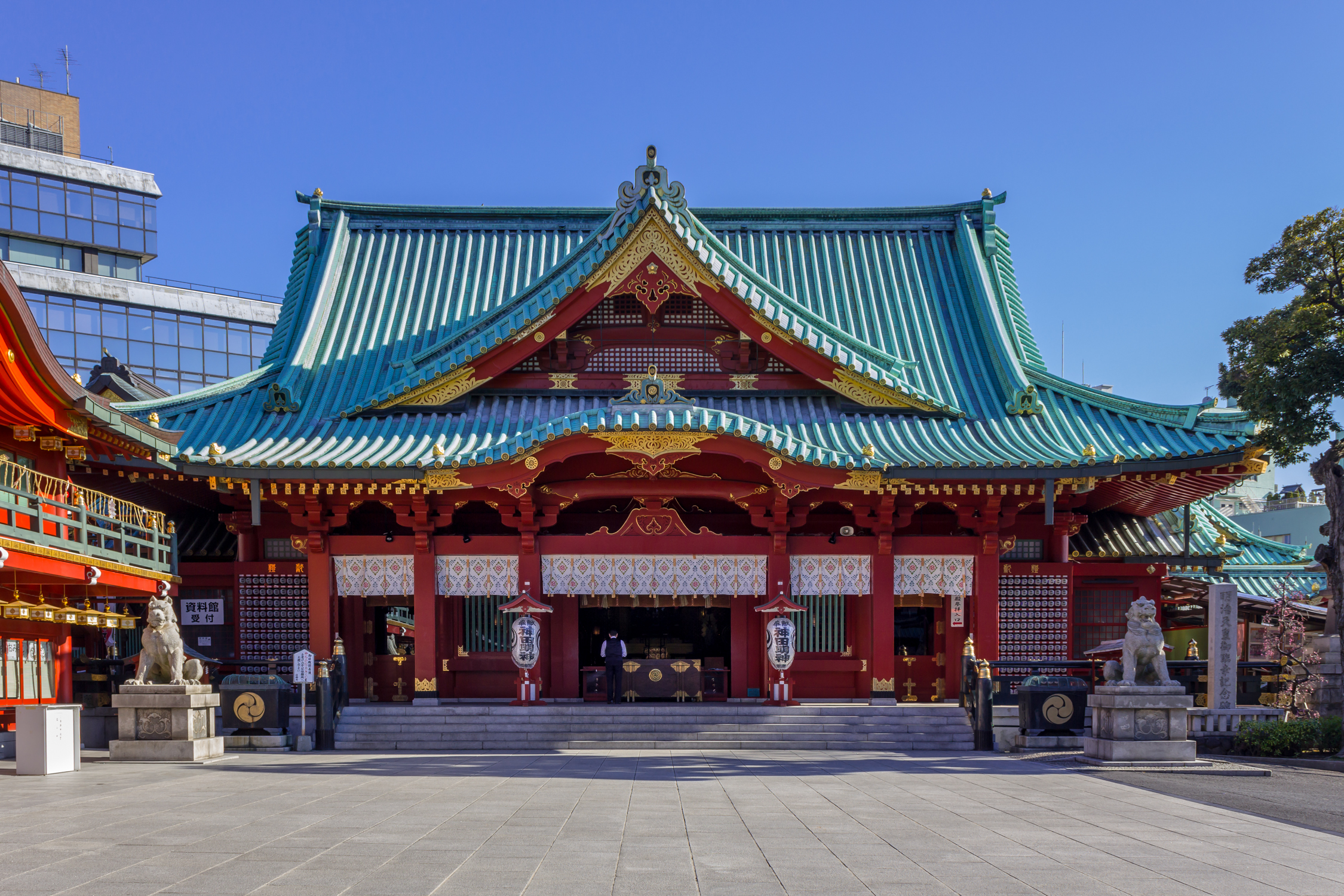
神田明神拜殿

東京市的人口自設市以來即有統計。日本内閣統計局在1911年出版的《日本帝國人口靜態統計》即記載了東京市自1889年設市至1908年的人口數據。1889年，東京市有人口1,389,684人；1898年，東京市有人口1,440,121人；1908年，東京市有人口2,186,079人。日本後來自1920年起每5年進行一次國勢調查（人口普查）。在首次國勢調查時，東京市有人口2,173,201人。隨著1932年東京市轄區範圍大幅擴張，東京市的人口也大幅增加至超過580萬人，成為當時世界僅次於紐約的人口第二多城市:330-331，而到了1940年的國勢調查時，東京市的人口已增加至6,778,804人。

### 宗教
江戶有15%的土地是寺社領，和町人地面積相當，可見宗教勢力在江戶有重要地位:42。和神道教相比，佛教在江戶的影響力要大得多。禪宗、天台宗、淨土宗、真言宗在江戶的寺院面積之差在伯仲之間，是江戶影響力較大的佛教宗派:43。寬永寺、增上寺、淺草寺是江戶面積最大的三座寺院。由於寺社領在江戶時代不必納稅，因此不少寺院境內或附近地區商業發達，成為娛樂、文化和觀光的中心:44-53。但在明治維新時期，由於政府的廢佛毀釋政策，佛教勢力遭到打壓，寬永寺、增上寺等大型寺廟都有部分境內土地改劃為公園:120-121。同時東京出現了明治神宮、靖國神社、東鄉神社、乃木神社等眾多和皇室、軍人有關的神社:84-85。

## 行政區劃

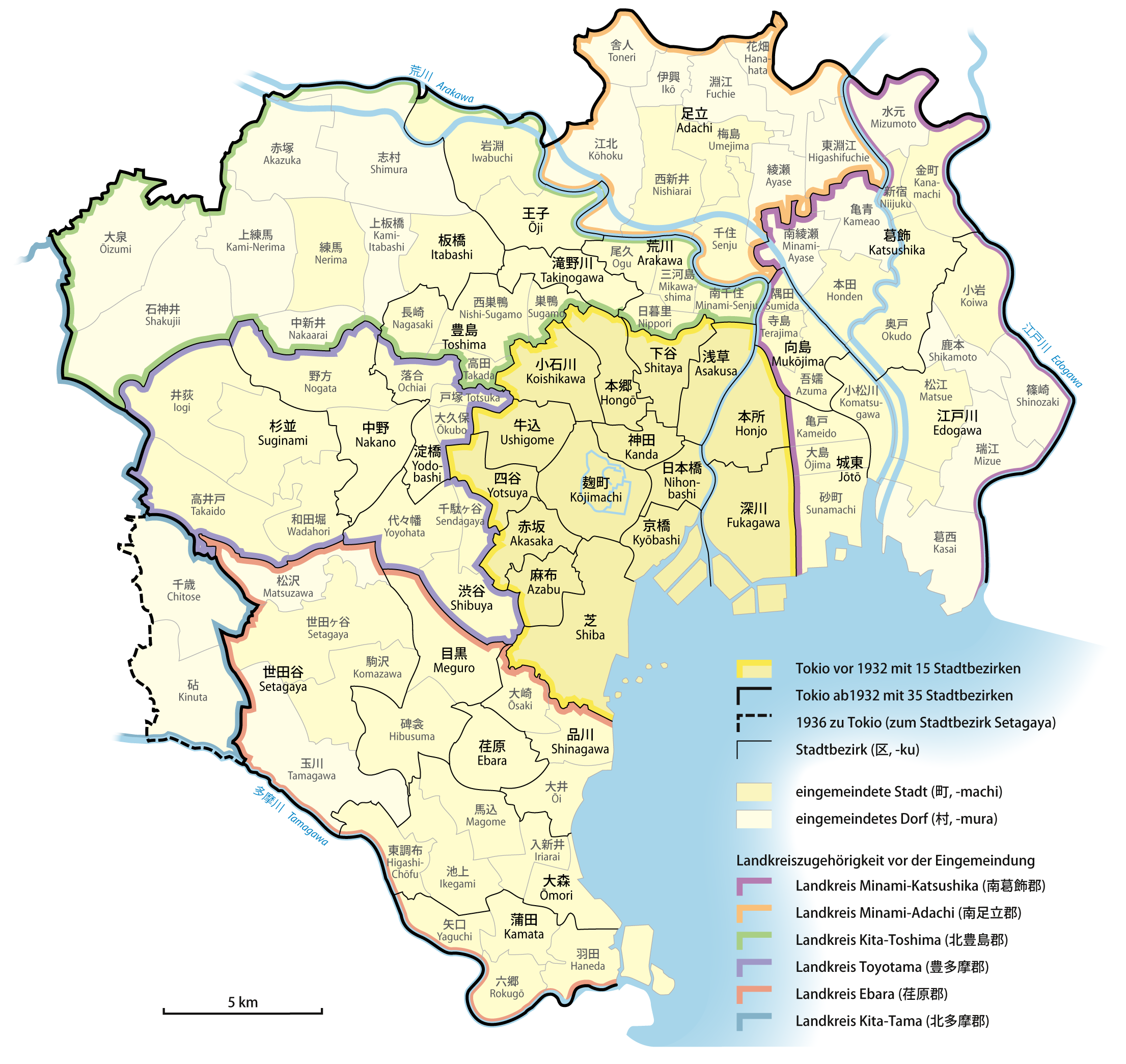
東京市1932年、1936年鄰近町村劃入入變遷圖

在1878年，東京府內設有15區6郡，當中的15區為麴町区、神田區、日本橋區、京橋區、芝区、麻布區、赤坂区、四谷區、牛込区、小石川區、本鄉區、下谷區、淺草區、本所區、深川區。1889年5月1日，東京市成立，並管轄原東京府內的15區。1920年4月21日，豐多摩郡內藤新宿町劃入四谷區。1932年10月1日，東京府的5郡82町村併入東京市，並形成新的20區（列舉如下）。1936年10月1日，原屬北多摩郡的砧村與千歲村劃入世田谷區。
| 原所屬郡 | 原所屬町村 | 所屬東京市的區 | 原所屬郡 | 原所屬町村 | 所屬東京市的區 |
| -------- | ---------- | -------------- | -------- | ---------- | -------------- |
| 荏原郡   | 品川町     | 品川區         | 北豐島郡 | 王子町     | 王子區         |
| 荏原郡   | 大井町     | 品川區         | 北豐島郡 | 岩淵町     | 王子區         |
| 荏原郡   | 大崎町     | 品川區         | 北豐島郡 | 板橋町     | 板橋區         |
| 荏原郡   | 荏原町     | 荏原區         | 北豐島郡 | 上板橋村   | 板橋區         |
| 荏原郡   | 目黑町     | 目黑區         | 北豐島郡 | 志村       | 板橋區         |
| 荏原郡   | 碑衾町     | 目黑區         | 北豐島郡 | 赤塚村     | 板橋區         |
| 荏原郡   | 大森町     | 大森區         | 北豐島郡 | 練馬町     | 板橋區         |
| 荏原郡   | 入新井町   | 大森區         | 北豐島郡 | 上練馬村   | 板橋區         |
| 荏原郡   | 馬込町     | 大森區         | 北豐島郡 | 中新井村   | 板橋區         |
| 荏原郡   | 池上町     | 大森區         | 北豐島郡 | 石神井村   | 板橋區         |
| 荏原郡   | 東調布町   | 大森區         | 北豐島郡 | 大泉村     | 板橋區         |
| 荏原郡   | 蒲田町     | 蒲田區         | 南足立郡 | 千住町     | 足立區         |
| 荏原郡   | 矢口町     | 蒲田區         | 南足立郡 | 梅島町     | 足立區         |
| 荏原郡   | 六鄉町     | 蒲田區         | 南足立郡 | 西新井町   | 足立區         |
| 荏原郡   | 羽田町     | 蒲田區         | 南足立郡 | 江北村     | 足立區         |
| 荏原郡   | 世田谷町   | 世田谷區       | 南足立郡 | 舍人村     | 足立區         |
| 荏原郡   | 駒澤町     | 世田谷區       | 南足立郡 | 伊興村     | 足立區         |
| 荏原郡   | 松澤村     | 世田谷區       | 南足立郡 | 淵江村     | 足立區         |
| 荏原郡   | 玉川村     | 世田谷區       | 南足立郡 | 東淵江村   | 足立區         |
| 豐多摩郡 | 澀谷町     | 澀谷區         | 南足立郡 | 花畑村     | 足立區         |
| 豐多摩郡 | 千駄谷町   | 澀谷區         | 南足立郡 | 綾瀨村     | 足立區         |
| 豐多摩郡 | 代代幡町   | 澀谷區         | 南葛飾郡 | 寺島町     | 向島區         |
| 豐多摩郡 | 淀橋町     | 淀橋區         | 南葛飾郡 | 吾嬬町     | 向島區         |
| 豐多摩郡 | 大久保町   | 淀橋區         | 南葛飾郡 | 隅田町     | 向島區         |
| 豐多摩郡 | 戶塚町     | 淀橋區         | 南葛飾郡 | 龜戶町     | 城東區         |
| 豐多摩郡 | 落合町     | 淀橋區         | 南葛飾郡 | 大島町     | 城東區         |
| 豐多摩郡 | 中野町     | 中野區         | 南葛飾郡 | 砂町       | 城東區         |
| 豐多摩郡 | 野方町     | 中野區         | 南葛飾郡 | 本田町     | 葛飾區         |
| 豐多摩郡 | 杉並町     | 杉並區         | 南葛飾郡 | 奧戶町     | 葛飾區         |
| 豐多摩郡 | 和田堀町   | 杉並區         | 南葛飾郡 | 南綾瀨町   | 葛飾區         |
| 豐多摩郡 | 井荻町     | 杉並區         | 南葛飾郡 | 龜青村     | 葛飾區         |
| 豐多摩郡 | 高井戶町   | 杉並區         | 南葛飾郡 | 新宿町     | 葛飾區         |
| 北豐島郡 | 巢鴨町     | 豐島區         | 南葛飾郡 | 金町       | 葛飾區         |
| 北豐島郡 | 西巢鴨町   | 豐島區         | 南葛飾郡 | 水元村     | 葛飾區         |
| 北豐島郡 | 長崎町     | 豐島區         | 南葛飾郡 | 小松川町   | 江戶川區       |
| 北豐島郡 | 高田町     | 豐島區         | 南葛飾郡 | 松江町     | 江戶川區       |
| 北豐島郡 | 瀧野川町   | 瀧野川區       | 南葛飾郡 | 瑞江村     | 江戶川區       |
| 北豐島郡 | 南千住町   | 荒川區         | 南葛飾郡 | 葛西村     | 江戶川區       |
| 北豐島郡 | 三河島町   | 荒川區         | 南葛飾郡 | 鹿本村     | 江戶川區       |
| 北豐島郡 | 日暮里町   | 荒川區         | 南葛飾郡 | 篠崎村     | 江戶川區       |
| 北豐島郡 | 尾久町     | 荒川區         | 南葛飾郡 | 小岩町     | 江戶川區       |

## 政治
東京市在設立時，與京都市、大阪市兩市一樣並不實行一般市制，而是實行特例制度，其中市長的職務由市所屬的府的府知事兼任，而市助役的職務則由府書記官兼任。在1898年，相關特例制度遭廢止，東京市重新改制為實行一般制度的市，市長與市助役的職務不再由府知事與府書記官兼任，東京市役所也隨即於東京府廳内開設。東京市会是東京市的地方議會，共設180個議席，議員由各區分別選出。在1942年東京市會議員選舉中，共有1,053,102人投票，其中投票人數最少的區是麴町區，僅7,812人投票，而投票人數最多的區是荒川區，有多達60,332人投票。東京市會自1926年10月29日起開始自行選出東京市長，首任經互選選出的東京市長為西久保弘道，他以51票當選東京市長。

## 文化及教育

### 方言
在東京市内，東京方言可以分為主要在城西山手地區使用的山手方言，以及主要通行於城東下町地區的江戶方言:5-7。和其他關東方言相比，東京方言受到更多近畿地方方言的影響，並且存在元音的無聲化現象:8-9。

### 文學

夏目漱石是東京代表作家之一

自出生至死去的大部分人生都主要在東京度過的著名作家有夏目漱石、樋口一葉、芥川龍之介等人。夏目漱石出生在牛込區馬場下橫町，曾在東京帝國大學擔任英文學講師。他的名作之一《三四郎》即以東京為舞台。樋口一葉是日本近代第一位職業女性作家，她在文京區的故居現仍得到保存。芥川龍之介畢業於東京帝國大學英文科，在學生時期就開始創作。他的作品以短篇小說為主，其代表作《羅生門》被選入日本國語教材。

### 博物館及圖書館

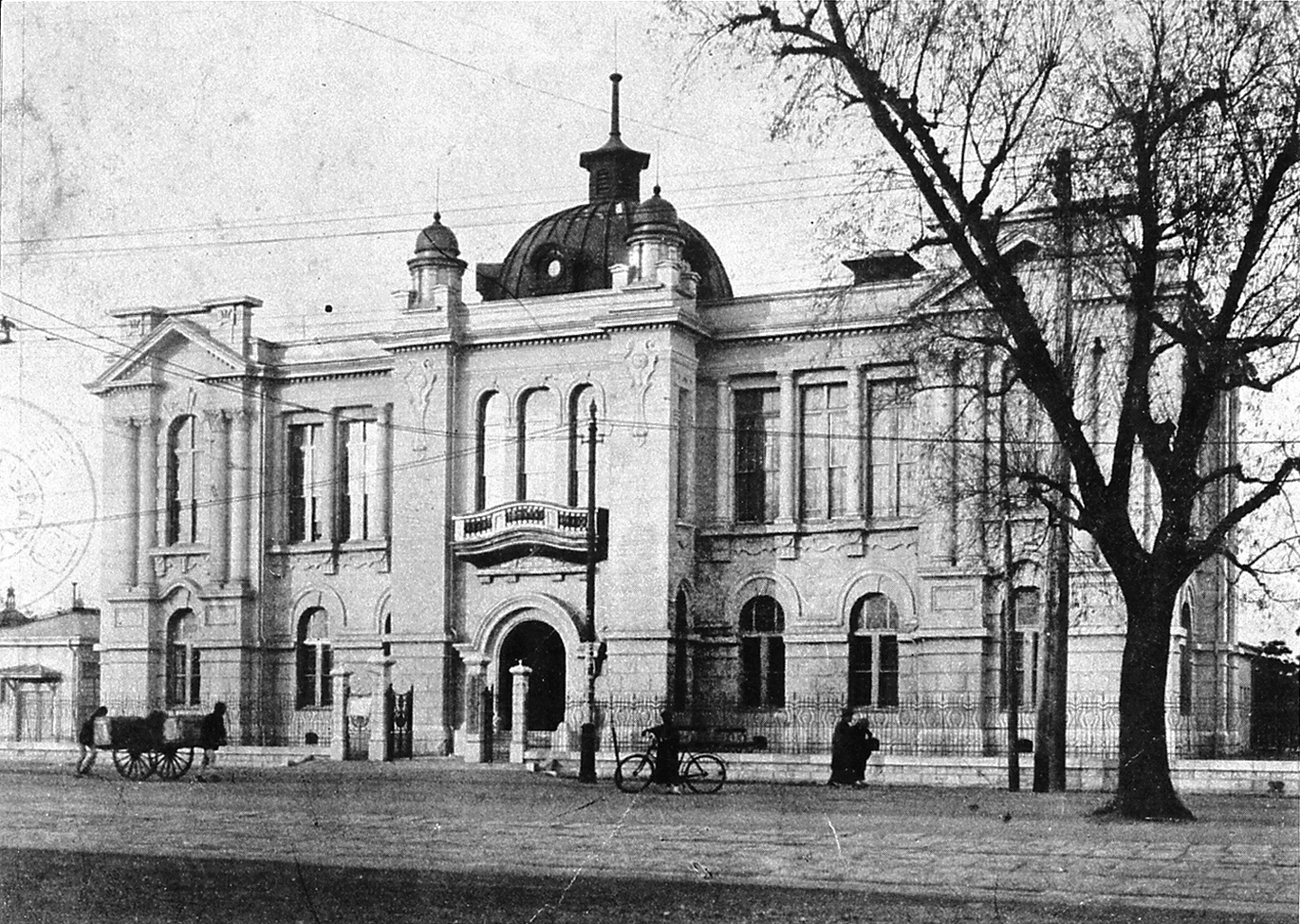
由三橋四郎設計的日比谷圖書館（1908年）

上野是東京的一大博物館中心，帝室博物館、東京科學博物館、東京府美術館等均位於上野地區，其中帝室博物館是日本最古老的博物館。
1908年11月，東京市立日比谷圖書館啓用。圖書館當時館藏25000本書籍，其館舍由三橋四郎設計，屬新藝術運動風格，由鹿島組興建。館內的圖書需要先付費才能閱讀。1923年9月1日發生的關東大地震使閱讀室受到破壞，而圖書館在同年11月1日起恢復開放。1927年，圖書館的書籍館藏量達到10萬本。圖書館館舍於1938年10月起進行裝修，並於翌年3月完成。

### 教育

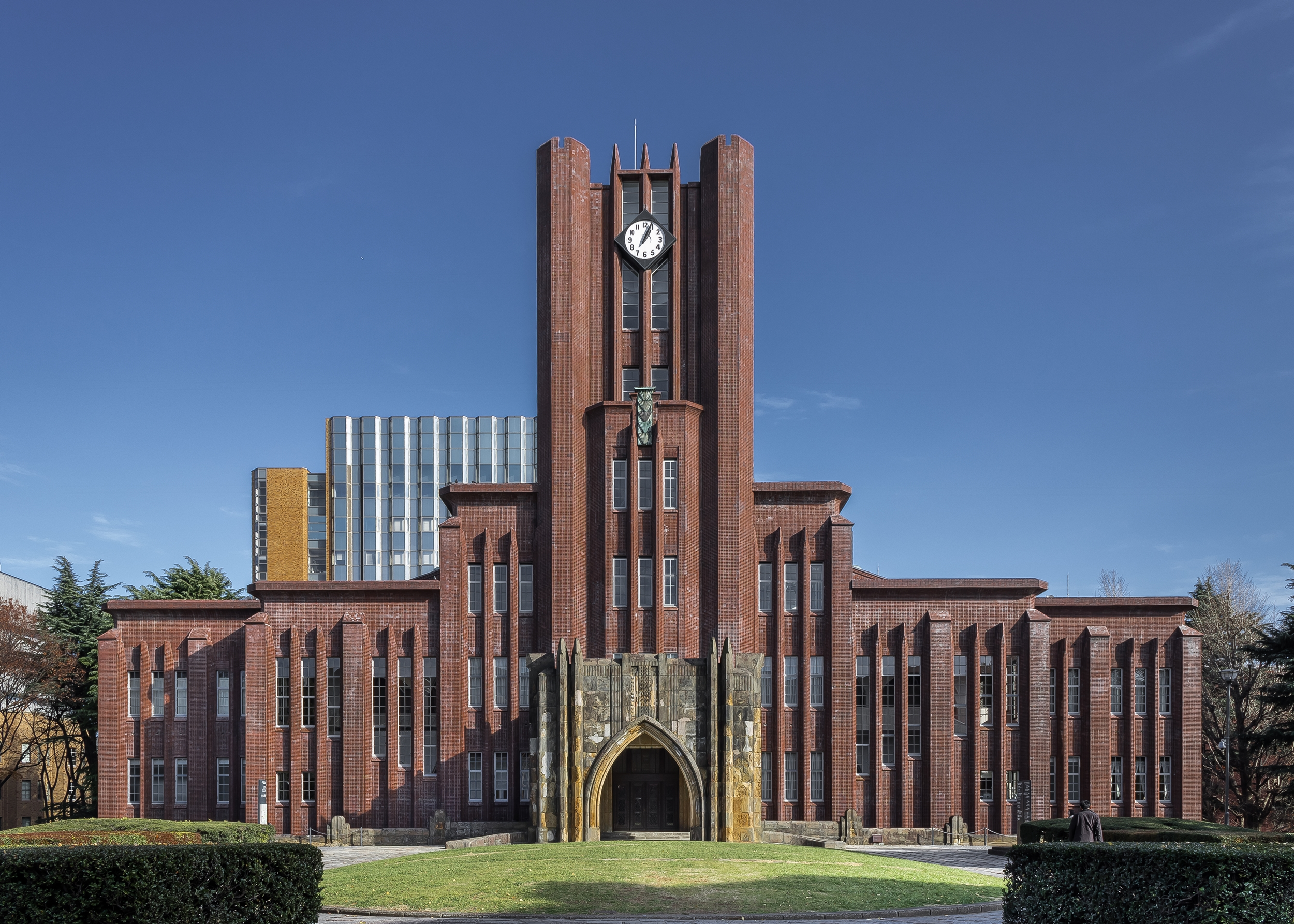
東京帝國大學大講堂

東京帝國大學創立於1877年，是日本第一所近代大學，也是日本的最高學府。日本人諾貝爾獎得主中，文學獎得主川端康成與和平獎得主佐藤榮作都畢業於東京帝國大學。東京工業大學亦是東京頂級的大型國立大學，主校區位於目黑區大岡山，是日本最頂級的理工科大學。由大隈重信創建的早稻田大學和由福澤諭吉創建的慶應義塾大學合稱「早慶」，被認為是東京私立大學的雙璧。上智大學、明治大學、立教大學、中央大學、法政大學等亦是東京代表性的私立大學。自關東大地震後，東京都心的大學開始出現向多摩地域轉移的現象:254-255。

### 節慶
神田祭、山王祭、深川祭有「江戶三大祭」之稱，前兩者又並稱為「天下祭」。神田祭是神田明神的祭禮，原本在9月舉辦，但從1892年開始為避開颱風而改在每年5月中旬舉行。神田祭也是江戶三大祭中規模最大的祭禮，和京都的祇園祭、大阪的天神祭並列為日本三大祭。山王祭是日枝神社的祭禮，每兩年在6月舉辦一次。深川祭是富岡八幡宮的祭禮，在每年8月15日前後舉辦，又有「潑水祭」的別稱。淺草神社的三社祭在每年5月舉行，是東京另一大型祭禮活動。

### 傳統工藝
江戶和竿是起源於18世紀，採用柱子生產的釣竿，主要在城東的下谷區、淺草區、葛飾區、荒川區生產。江戶切子和江戶硝子都是東京的玻璃特產品，主要產地在本所區、向島區、深川區、城東區、江戶川區。

### 飲食
江戶時代的東京形成了和以大阪為中心的上方料理完全不同的飲食文化，在調味上偏好濃口醬油，並廣泛使用清湯。鰻魚蒲燒、江戶前壽司、天婦羅、蕎麥麵是當時的江戶四大料理，現在仍是日本料理的代表菜餚。同時因民眾對生活品質的追求和識字率的提高，當時的江戶已經出現大量食譜書籍。在江戶時代，漁民多在日本橋附近出售鮮魚，形成了魚河岸文化:186。關東大地震後，東京府設立了多家大型批發市場，其中主要銷售水產品的築地市場不僅有「東京的廚房」之稱，亦是重要的觀光景點:186。

## 交通

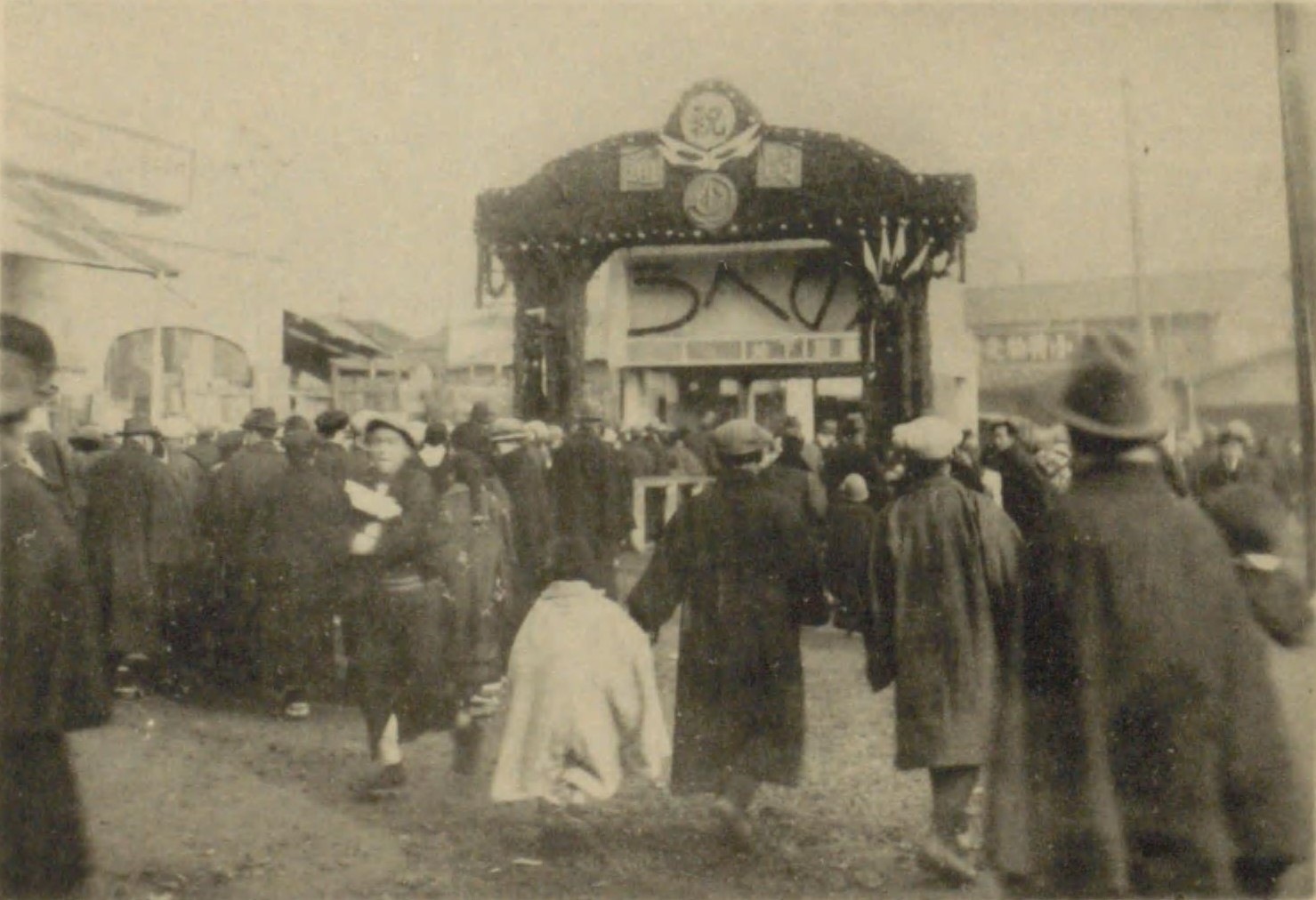
1927年開通的上野至淺草的地鐵開通首日的上野站

東京鐵路的歷史開始於1872年新橋（後來的汐留）至橫濱（現櫻木町）的鐵路:230。多摩地區的第一條鐵路則是開業於1889年的新宿至立川的中央線:229。甲午戰爭前後日本爆發民營鐵路熱潮，多摩地區也在這一時期出現了青梅鐵道等私營鐵路公司:230。關東大地震後的郊外化進展更加速了多摩地區鐵路網的成型，並同時成為通勤鐵路高速化的契機:231。
東京市內的地鐵由帝都高速度交通營團營運，其中1927年開通的上野至淺草段是東亞第一條地鐵。帝都高速度交通營團的前身為东京地下铁道與東京高速鐵道，兩間公司在1941年7月4日合併前分別營運上野至淺草的地鐵與上野至澀谷的地鐵，而兩條地鐵路線於1939年9月16日已實施直通運行。
在江戶時代，江戶中心運河網密布，水運在江戶的交通及物流中有著極為重要的地位:177-179。郵政局在1875年開設了東京和伊豆群島之間的命令航路。1891年，東京灣汽船開設了東京和伊豆群島之間的自由航路:47-48。東京和小笠原群島之間的定期航路開始於1876年，但在1942年受太平洋戰爭影響而暫停:48-49。
東京港的歷史可以追溯至太田道灌在1457年開闢的江戶湊。1880年，東京府開始進行築港調查，開始東京港的近代化進程。關東大地震後，因陸上交通中斷而導致救援物資只能從海上搬運，令東京港的重要性凸顯，東京府也因此對東京港進行大幅擴建，使大型船得以停靠東京港，並在1941年成為國際貿易港。
民航方面，開業於1931年、現通稱「羽田機場」的東京國際機場是東京市最主要的民航機場，當時名為「東京飛行場」。:206